# Joseph Aelter
Joseph Aelter, född 6 januari 1890, var en friidrottare från Belgien. Han deltog vid olympiska sommarspelen 1912.